# Vieux kanembou

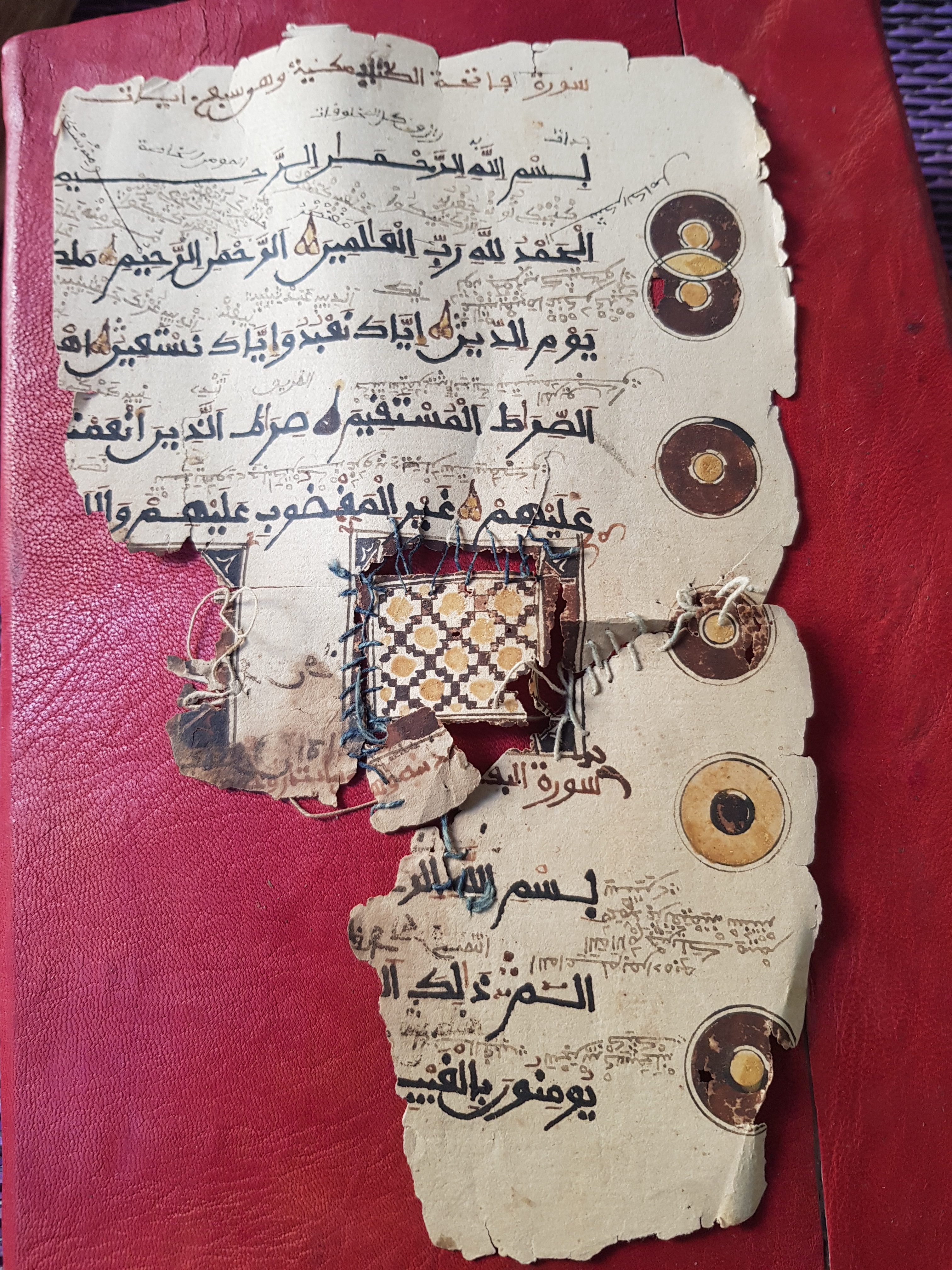
Fragment d'un manuscrit du Coran avec annotations en vieux-kanembu, présentant des commentaires interlinéaires et marginaux. Le manuscrit appartient aux archives de la famille Chétima de Zinder. Photographie prise par Ari Awagana, projet ERC Langarchiv.

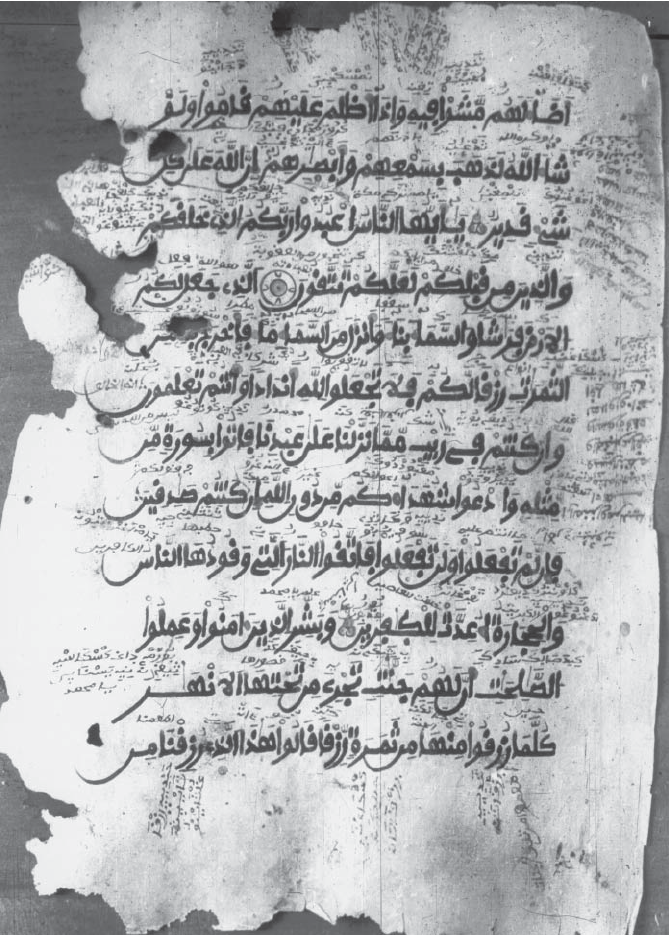
Manuscrit du XVIIe siècle appartenant au défunt Imam Ibrahim, imam Juma de Maiduguri, inventorié par Adrian Bivar. Il s'agit de la quatrième page du 'Coran Geidam' (manuscrit 1YM) avec des commentaires interlinéaires en old-kanembu. Elle contient les ayats 20 à 25 de la deuxième sourate, al-Baqara.

Le vieux-kanembou, ou old-kanembu, ou tarjumo-kanembu, ou kanembu caye est une langue classique et liturgique mise au point et utilisée par les lettrés et les érudits musulmans dans le Kanem-Bournou, c'est-à-dire dans le Sahel central, certainement depuis le XVe siècle. Il s'agit d'une version ancienne de la langue kanouri, qui s’est figée dans le cadre de cet usage liturgique avant la différenciation dialectale de cette langue avec le kanembu, parlé au nord-est du lac Tchad dans la République du Tchad, et qui contient de ce fait des éléments de filiations avec le teda-daza ou le beria.
La langue vieux-kanembu est apparentée à la famille des langues nilo-sahariennes, bien que cette classification fasse aujourd'hui l'objet de débat chez les linguistes. Elle est écrite en utilisant la graphie et l'alphabet arabe dans une pratique complémentaire à celle des écrits en ajami kanouri. Elle était utilisée par les lettrés, notamment pour réaliser de l’analyse grammaticale et de l’exégèse des textes sacrés en arabe classique.
Aujourd'hui, la langue vieux-kanembu est encore utilisée dans le cadre de pratiques de glose et d'exégèse coranique (Tafsir), par un cercle restreint de lettrés musulmans dans l’État actuel du Borno, dans le nord du Nigeria, ainsi que dans le sud-est du Niger et notamment à Zinder ou à Kribitoa dans la région de Diffa.

## Histoire

### Apparition de l'érudition islamique dans le Kanem auxXIIe–XVesiècles
L'usage de la langue vieux-kanembu s'inscrit dans les pratiques de culture écrite liées à l'érudition islamique dans le Sahara et le Sahel central, décrite sous le nom de bibliothèque africaine par Ousmane Omar Kane. Le Kanem est un des premiers espaces du Sahara et du Sahel où s'implante la religion musulmane. Les traces d’une culture savante islamique y remontent au XIIe siècle sous le règne de la dynastie sayfawa (en),. Ainsi, au XIIIe siècle, les écrits du poète et savant du Kanem, al-Kanami, sont mentionnés par le biographe arabe Ibn Khallikan. Les lettrés et les savants en science coranique bénéficient du soutien financier de la cour du Kanem ainsi que de nombreux privilèges reconnus par des chartes (Marham). L'université islamique Al-Azhar du Caire aurait accueilli dès le XIIIe siècle, une école (madrassa) destinée aux étudiants du Kanem.

### Émergence et diffusion d'une culture écrite en vieux-kanembu
C'est dans ce contexte propice à la production et à la transmission d'une érudition savante musulmane, que la pratique de gloses coraniques dans ce qui est aujourd'hui désigné comme le vieux-kanembu aurait émergé entre le XIe siècle et le XVIe siècle. Les plus anciens manuscrits en vieux-kanembu connus à ce jour datent de cette période et  témoignent d'une pratique déjà établie à ce moment. Lorsqu'au XVIe siècle, la dynastie sayfawa quitte le Kanem pour le Bornou au Sud-Est du lac Tchad, ces pratiques lettrées se diffusent dans ces régions. Malgré les évolutions linguistiques de la langue kanouri au cours des siècles, l'usage de cette langue se perpétue de manière inchangée au cours des XVIIe et XVIIIe siècles et s'étend à de nouveaux espaces à travers des familles lettrées qui la pratiquent. Au XVIIIe siècle, le sultanat du Bornou joue un rôle central dans le commerce transsaharien entre Kano et Tripoli grâce à la route passant par Bilma, les oasis du Kaouar et le Fezzan. Le kanouri sert de langue véhiculaire le long de cette route, tandis que prospère la culture écrite en arabe, en ajami kanouri et en vieux-kanembu.

### Une pratique scripturaire invisibilisée après la chute du sultanat du Bornou.
Au tournant du XIXe siècle et du XXe siècle, une partie de monde intellectuel bornouan s'exile, à l'instar d'Al-Hajj Musa ibn Hissein, à la suite de la prise du sultanat du Bornou par le seigneur de guerre Rabeh, suivi par les occupations coloniale françaises, britanniques et allemandes dans la région,. L'occupation coloniale s'accompagne de l'invisibilisation, dans les sciences occidentales, des cultures écrites et savantes en langue arabe et en ajami d'Afrique de l'Ouest,. Pourtant à cette époque, à la fin du XIXe siècle, les manuscrits en ajami du Sahara-Sahel central étaient connus par certains missionnaires anglicans de la Church Missionary Society.

Carte représentant les territoires de l'État du Kanem-Bornou au XVIIe siècle.

Les cultures écrites et savantes du Sahel et du Sahara central, furent redécouvertes dans les années 1950-1960 par des universitaires britanniques en poste au Nigeria comme W.E.N Kensdale et John Hunwick de l'Université d'Ibadan ou A.D.H Bivar du département des antiquités de Jos. En 1959, le spécialiste britannique des langues arabe et persane Adrian Bivar, identifia d'anciens exemplaires du Coran, dont un est daté du 1er Jumādā 1080 H / 26 octobre 1669, annotés en arabe et dans une seconde langue inconnue jusque là, ouvrant ainsi la voie aux recherches sur cette pratique de traduction et de glose écrite en langue africaine. Dans les années 2000, Dmitri Bondarev analyse et donne son nom à cette langue en la désignant comme vieux-kanembu.

## Usages

### Une langue outil d'interprétation et de transmission du Coran
Les communautés savantes du Bornou utilisent la langue vieux-kanembu comme un outil d’interprétation spécifique dans le cadre de l'enseignement et de la transmission des savoirs coraniques. Les commentaires ou les annotations en vieux-kanembu suivent un système codifié. Il se compose de plusieurs modalités d'inscription selon les manuscrits : sur la même ligne que le texte commenté, entre les lignes pour des précisions grammaticales ou sémantiques et dans les marges, selon le type d'analyse souhaitée.
Ces annotations s’accompagnent souvent de citations issues d'un corpus d’exégèses en arabe classique. Mêlant la traduction, l'explication de texte et l’interprétation du Coran, les gloses en vieux-kanembu permettent d'explorer la manière dont les changements de code linguistique influencent la compréhension d’un texte sacré.

### Des usages mêlant oralité et écriture
L’une des spécificités des pratiques lettrées et de l’enseignement dans les régions saharo-sahéliennes, sont les allers-retours entre l’arabe écrit du texte sacré et les langues africaines de ceux et celles qui l’étudient. Ce mélange des médiums reflète un continuum entre l’écrit et l’oral, caractéristique des cultures sahéliennes. Des passages du texte coranique sont lus à haute voix en arabe, puis sont traduits oralement par l’enseignant dans sa langue et celle des étudiants. C'est dans ce contexte que se déroulent les usages du vieux-kanembu qui sont associés à une performance exégétique orale.
Le Coran y est récité de mémoire par le lettré, généralement en commençant par les dernières sourates. Chaque passage est ensuite découpé en unité de sens, facilitant l'analyse à l'aide d'un d’un commentaire (Tafsīr) provenant d’un exégète classique, tel que le Tafsīr al-Jalālayn rédigé par Jalāl ad-Dīn as-Suyūṭī en 1505. Ces commentaires sont lus à partir d'un support écrit afin d'informer une analyse et une traduction de chaque unité de sens en tarjumo-kanembu. Le lettré adapte le format de sa récitation en fonction du public, soit en réduisant la lecture soit en développant l'usage du tafsīr, selon l’importance de l’événement. Lors des récitations plus informelles, où la compréhension de l’audience est primordiale, l’exégète entrecoupe sa récitation de commentaires en langue vernaculaire kanouri.

### Usages dans les communautés musulmanes du Bornou actuel
Le vieux-kanembu est pratiqué sous une forme modernisée appelée tarjumo-kanembou, au Borno, en particulier dans la capitale Maiduguri, mais aussi dans les régions avoisinantes de la République du Niger dans le Damagaran, le Manga et le Damergou. Le tarjumo-kanembou n’est plus mutuellement intelligible avec le vieux kanembu. Sa valeur religieuse et patrimoniale demeure appréciée au sein de l'espace linguistique kanouri. Élément central du cursus supérieur des études classiques (sangaya), le prestige associé à sa maîtrise est une marque de distinction pour les familles lettrées du Borno actuel. Il s’emploie en public lors de performances d’exégèse du texte coranique (Tarjumo) à l’occasion d'évènements importants comme les concours de compositions poétiques en langue arabe (qasīda), ou lors des invocations, ou encore lors des récitations du mois de Ramadan.

## Caractéristiques linguistiques
La langue vieux-kanembu est apparentée à la famille des langues nilo-sahariennes, bien que cette classification fasse aujourd'hui l'objet de débat chez les linguistes,. Elle est écrite en utilisant la graphie et l'alphabet arabe dans une pratique complémentaire à celle des écrits en ajami kanouri. Elle était utilisée par les lettrés, notamment pour réaliser de l’analyse grammaticale et de l’exégèse des textes sacrés en arabe classique.

### Phonologie
La phonologie du vieux-kanembu repose sur les possibilités de transcription offertes par l’alphabet ajami. En particulier, les oppositions tonales sont indiquées à travers la distinction entre voyelles courtes et longues.
La phonologie du vieux-kanembu a varié durant les quatre siècles couverts par les manuscrits disponibles. Ces changements se manifestent notamment à travers des variations graphiques dans l'écriture ajami, qui reflètent l'évolution des langues vernaculaires. Par exemple, la lettre  ش (shīn) auparavant réservée aux emprunts à l'arabe classique, a été réutilisée plus tard pour des consonnes palatalisées en kanouri moderne, tel que /shîm/ 'yeux'.
En outre, plusieurs graphèmes spécifiques ont été employés pour représenter des phonèmes propres au kanouri.

### Grammaire
La langue vieux-kanembu possède un système verbal particulièrement riche, caractérisé par quinze catégories d'inflexions et quatre catégories de dérivations. Un des aspects structurants de la langue est la focalisation, qui peut être : rhématique (absolue), qui met l'accent sur l'information nouvelle ou thématique(relative), qui fait référence au contexte. Il s’agirait d'un apport des langues tchadiques, à l'instar du haoussa, qui possède des structures similaires de focalisation.